# (10300) Tanakadate
(10300) Tanakadate est un astéroïde de la ceinture principale.

## Description
(10300) Tanakadate est un astéroïde de la ceinture principale. Il fut découvert le 6 mars 1989 à Geisei par Tsutomu Seki. Il présente une orbite caractérisée par un demi-grand axe de 2,23 UA, une excentricité de 0,10 et une inclinaison de 5,5° par rapport à l'écliptique.

## Compléments